# 美國憲法第五修正案
《美利堅合眾國憲法》第五修正案（英語：Fifth Amendment to the United States Constitution）簡稱「第五修正案」（Amendment V），是美国权利法案的一部分，主要目的是以法定程序来防止政府权力的滥用。修正案的相应表述来源于英国普通法并可追溯至1215年的《大宪章》。如其中大陪审团和正当程序的表述（在第十四修正案中也有同样的措辞）均来源于《大宪章》。

## 内容文本
No person shall be held to answer for a capital, or otherwise infamous crime, unless on a presentment or indictment of a Grand Jury, except in cases arising in the land or naval forces, or in the Militia, when in actual service in time of War or public danger; nor shall any person be subject for the same offense to be twice put in jeopardy of life or limb; nor shall be compelled in any criminal case to be a witness against himself, nor be deprived of life, liberty, or property, without due process of law; nor shall private property be taken for public use, without just compensation.
中譯：任何人皆不應受死罪或其他重罪的审判，除非根据大陪审团的报告或起诉书，但发生在陆、海军中或发生战时或出现公共危险时服役的民兵中的案件除外。任何人不得因同一犯罪行为而两次遭受生命或身体的危害；不得在任何刑事案件中被迫自证其罪；不经正当法律程序，不得被剥夺生命、自由或财产；不给予公平赔偿，私有财产不得充作公用。

## 大陪审团

存放在国家档案和记录管理局的《权利法案》

大陪审团负责在刑事案件中判定该案件是否可以起诉。其一般是由多位普通公民组成，并由法官告知陪审团规则后在一个独立的房间内进行且不对外公开，因此许多针对法庭或其它场合的规则对之并不适用。比如说，著名的证据排除规则就在部分情况下不适用于大陪审团。这一规则规定任何违反第四至第六修正案的证据不能呈庭，这个“呈庭”是指呈交法庭，但大陪审团并非法庭，所以不适用。同时，在大陪审团听证时，证人或被告也并没有要求律师在场帮助和给予建议的权力。他们在接受警方、检察官、国会讯问时都可以行使这一权力。不过，任何人在大陪审团听证开始前，都可以在房间外接受律师的建议。值得注意的是，第五修正案中的这一大陪审团条款并没有被第十四修正案应用合并原则。换言之，这一规则并没有被强制推行到各州。各州可以自由选择是否应用大陪审团制，其中很多州（但并非所有）都以初步听证代替了大陪审团。

## 双重审判
任何人不得因同一犯罪行为而两次遭受生命或身体的危害
双重审判条款包含有4个不同的禁令：判定罪名不成立后再次起诉、判定罪名成立后再次起诉、部分流审后再次起诉、以及同一起诉中包含多重惩罚。

## 自证其罪
1963年，一名名为米兰达的犯罪嫌疑人在被捕时没有被告知宪法第5修正案，其后法院利用其自己的证词对其进行了诉讼。之后一个组织帮助其进行了上诉，最高法院最终裁定本案违宪，发还重审。此后美国警察在逮捕嫌犯后，都会先对其进行米兰达警告。

### 电脑密码
任何人不能强迫他人提供电脑密码。

### 其他
「I plead the Fifth」是美國日常生活的用語之一，其中，plead是申辯的意思。而「the Fifth」指的是美國憲法第五修正案(the Fifth Amendment of the United States Constitution)，也是權利法案的其中一部份。
該憲法修正條款可以保證當事人在法庭上不得被迫做出不利於己的證詞。且法官和陪審團也不得因當事人引用第五修正案而假定被告是有罪或清白的，此條款也可以保證被告不會遭到「一罪二罰」的不公平待遇。大意就是「對於問題我有權利可以不說，也可以不回答，你也拿我沒轍」「就算我引用了這個條款，也不代表我承認我有罪。」而一罪二罰的用法舉例如下：如果你犯的罪同時觸犯刑罰和行政罰，例如酒駕且酒測值大於0.25，此時只會依刑法的「危態駕駛罪」給予處罰，而不會依道路交通管理處罰條例給予罰鍰。所以「I plead the Fifth」就代表「我拒絕回答」。同樣也可以用「Take the Fifth」，是一樣的意思。要注意此處的「Fifth」這個字，其開頭一定要大寫，因為這是「Fifth Amendment」的縮寫。

## 征用条款

### "公平赔偿"
修正案的最后两个词“just compensation”（意即“公平赔偿”）要求政府征收任何私产都必须给予“公平赔偿”。

## 延伸阅读
- Amar, Akhil Reed; Lettow, Renée B. . 密歇根法律评论（英语：Michigan Law Review） (密歇根法律评论出版社). 1995, 93 (5): 857–928. JSTOR 1289986. doi:10.2307/1289986.
- Davies, Thomas Y.  (PDF). Tennessee Law Review. 2003, (70): 987–1045  [2013-03-30]. （原始内容 (PDF)存档于2010-06-12）.
- Fifth Amendment with Annotations